# Martín Barahona
Martín Barahona fue un obispo anglicano salvadoreño. Estuvo al frente de la Iglesia Episcopal Anglicana de El Salvador entre 1992 y 2015. Su ministerio pastoral se caracterizó por la defensa de los derechos humanos y el compromiso ecuménico, así como la participación en iniciativas sociales
En abril de 2002 fue elegido primado de la Iglesia Anglicana de la Región de América Central.
En febrero de 2015 fue sucedido por el obispo Juan David Alvarado, por lo que Barahona pasó a ocupar el cargo de Obispo Emérito.
El 17 de marzo de 2010, sufrió un atentado contra su vida cuando viajaba en auto. Resultó ileso pero otra persona que lo acompañaba, Francis Martínez fue herido.
Murió de cáncer al Hospital Divina Providencia el 23 en marzo de 2019.··